# Breitenau (Westerwald)
Breitenau ist eine Ortsgemeinde im Westerwaldkreis in Rheinland-Pfalz. Sie gehört der Verbandsgemeinde Ransbach-Baumbach an.

## Geographie
Die Gemeinde liegt im Westerwald, geographisch etwa 15 Kilometer nordöstlich von Koblenz entfernt.

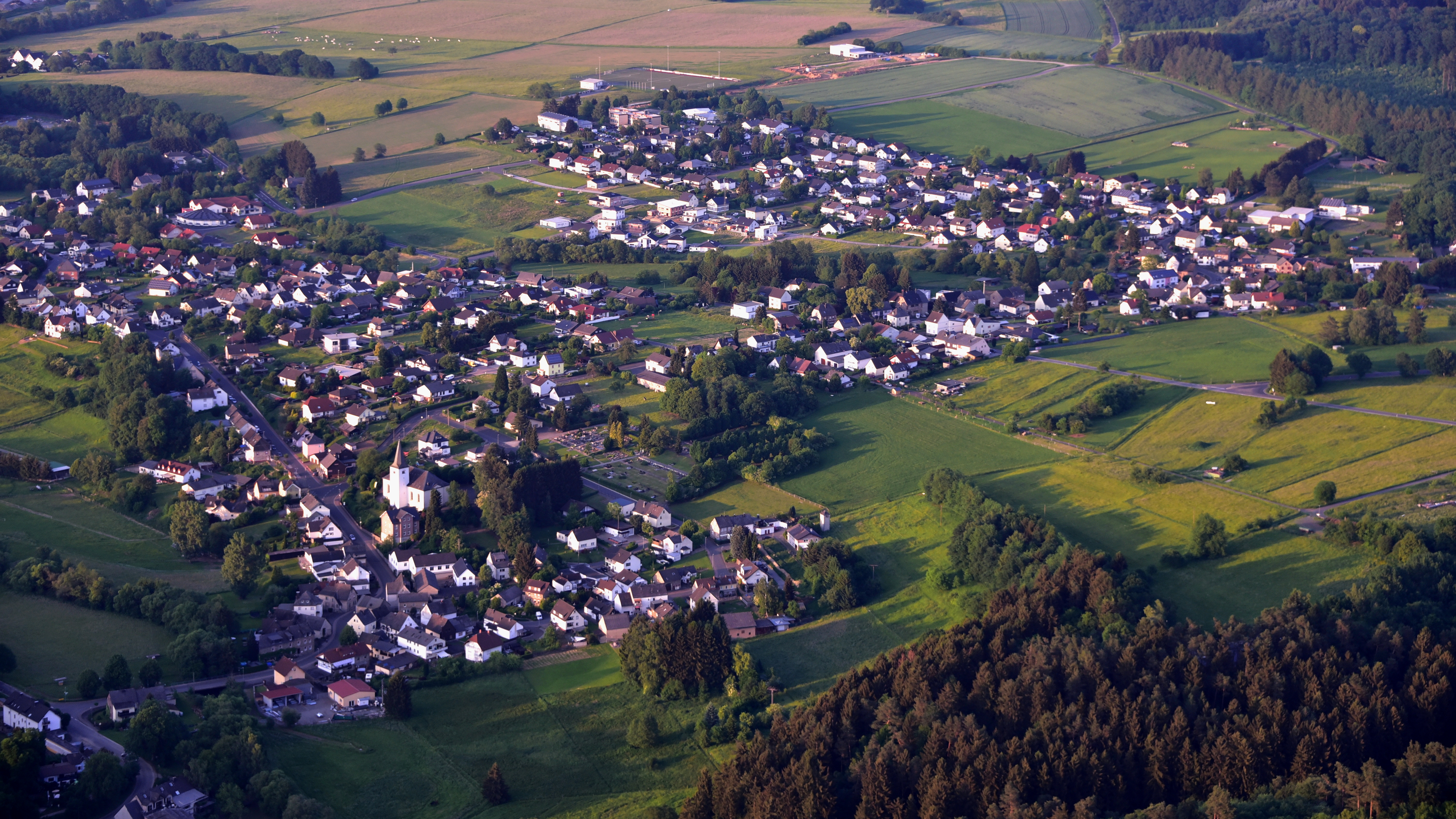
Breitenau (Westerwald), Luftaufnahme (2018)

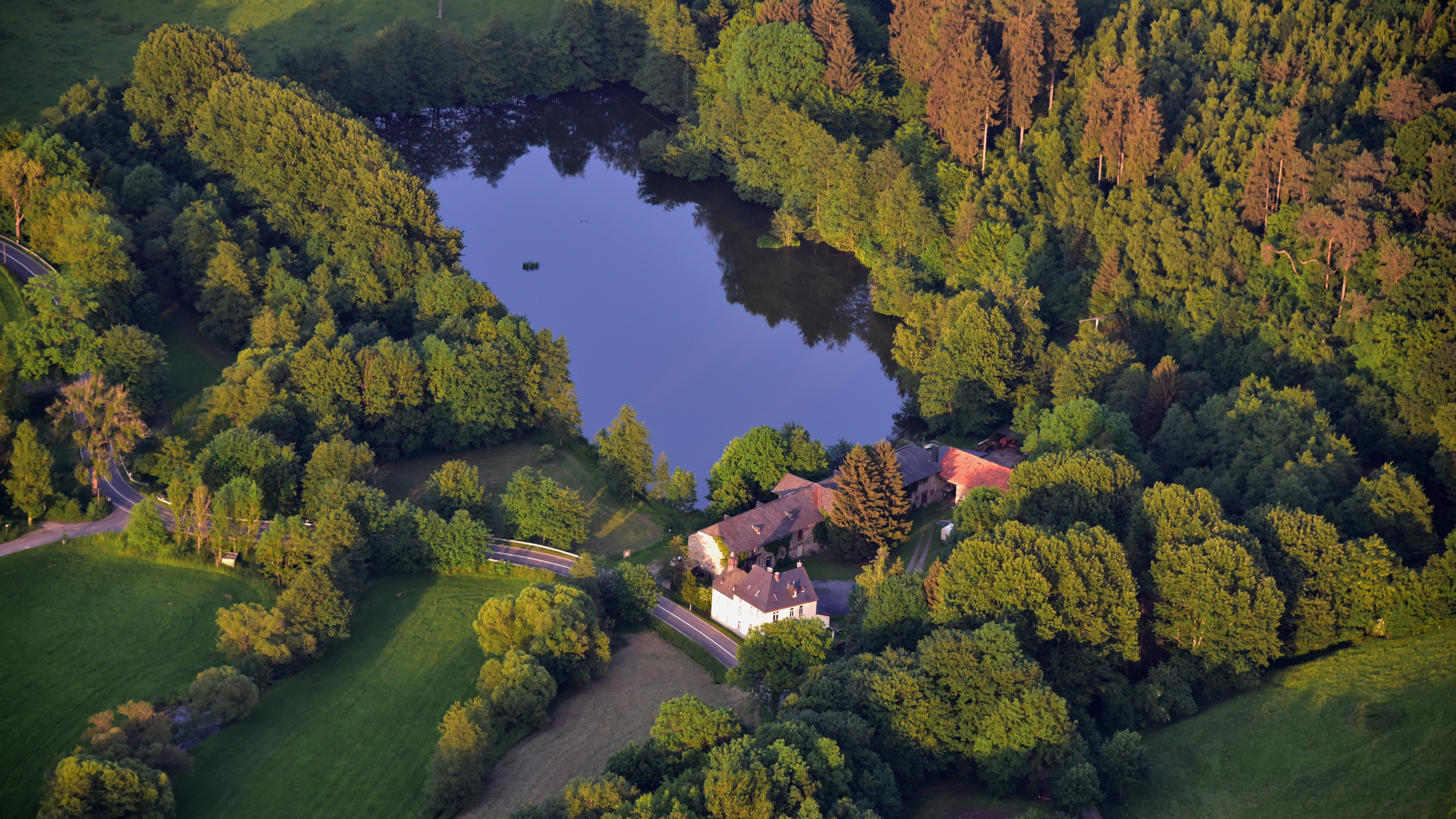
Hofgut Adenroth, Luftaufnahme (2018)

Zu Breitenau gehören auch die Wohnplätze Adenroth und Forsthaus Rembserhof.

## Geschichte

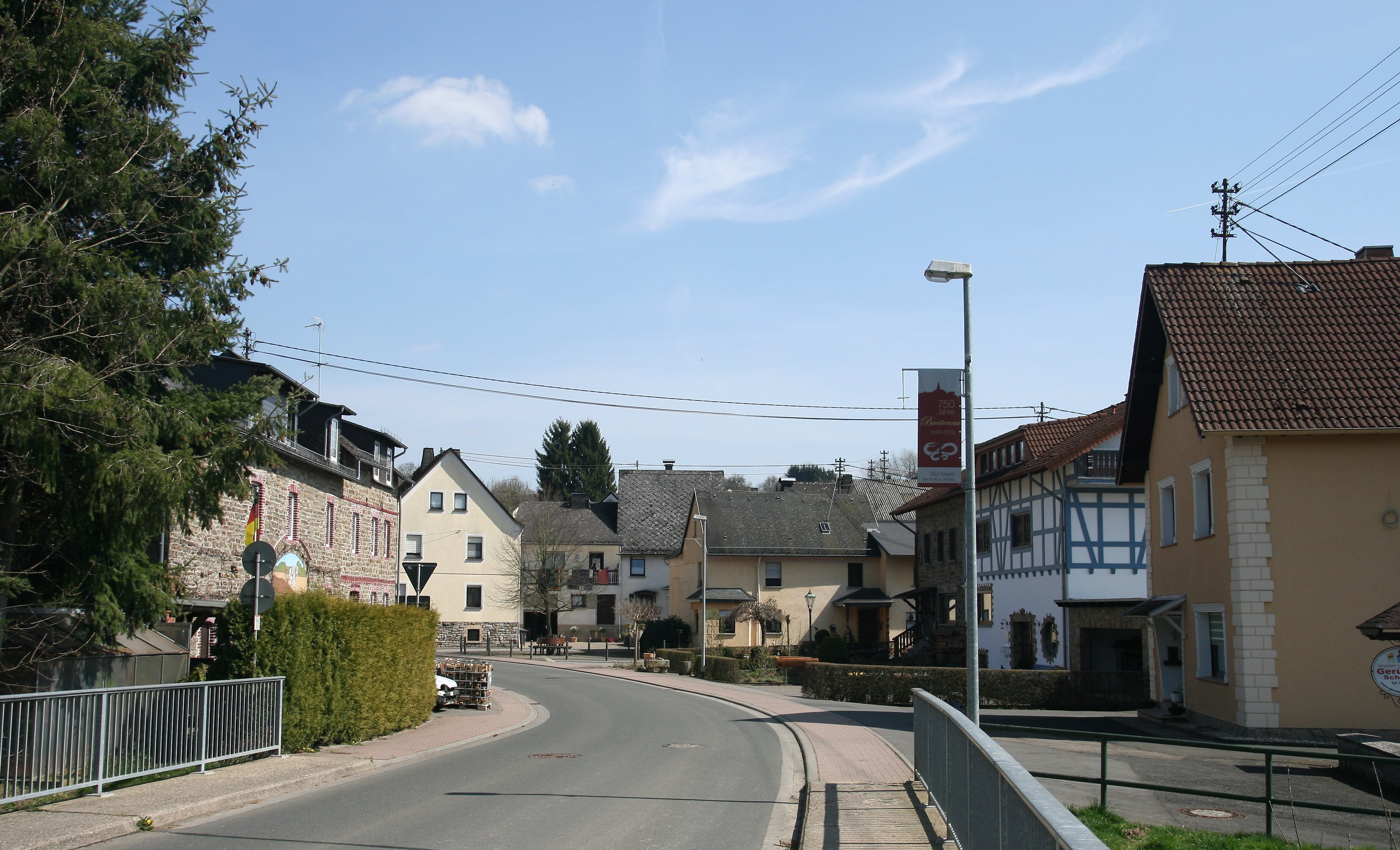
Ortsansicht

Erste Erwähnung fand das Dorf im Jahr 1265 als Bredenowe. Ab 1343 bis 1664 war es isenburgisch, dann kurtrierisch, 1803 ging die Gemeinde von Kurtrier auf Nassau über. 1866 kam das Dorf zu Preußen.
Bevölkerungsentwicklung
Die Entwicklung der Einwohnerzahl von Breitenau, die Werte von 1871 bis 1987 beruhen auf Volkszählungen:
| Jahr | Einwohner |
| ---- | --------- |
| 1815 | 263       |
| 1835 | 234       |
| 1871 | 294       |
| 1905 | 305       |
| 1939 | 367       |
| 1950 | 399       |

| Jahr | Einwohner |
| ---- | --------- |
| 1961 | 434       |
| 1970 | 513       |
| 1987 | 561       |
| 1997 | 593       |
| 2005 | 716       |
| 2017 | 686       |

## Politik

### Gemeinderat
Der Gemeinderat in Breitenau besteht aus zwölf Ratsmitgliedern, die bei der Kommunalwahl am 9. Juni 2024 in einer Mehrheitswahl gewählt wurden, und dem ehrenamtlichen Ortsbürgermeister als Vorsitzendem.
Die Sitzverteilung im Gemeinderat:
| Wahl | WGB *             | WGG *             | Gesamt   |
| ---- | ----------------- | ----------------- | -------- |
| 2024 | per Mehrheitswahl | per Mehrheitswahl | 12 Sitze |
| 2019 | per Mehrheitswahl | per Mehrheitswahl | 12 Sitze |
| 2014 | 9                 | 3                 | 12 Sitze |
| 2009 | per Mehrheitswahl | per Mehrheitswahl | 12 Sitze |

### Ortsbürgermeister
Bei der Direktwahl am 26. Mai 2019 wurde Jürgen Berleth mit 82,21 Prozent der abgegebenen Stimmen für weitere fünf Jahre im Amt bestätigt. Bei der Direktwahl am 9. Juni 2024 wurde er ohne Gegenkandidat mit 78,2 % der Stimmen erneut wiedergewählt.

### Wappen

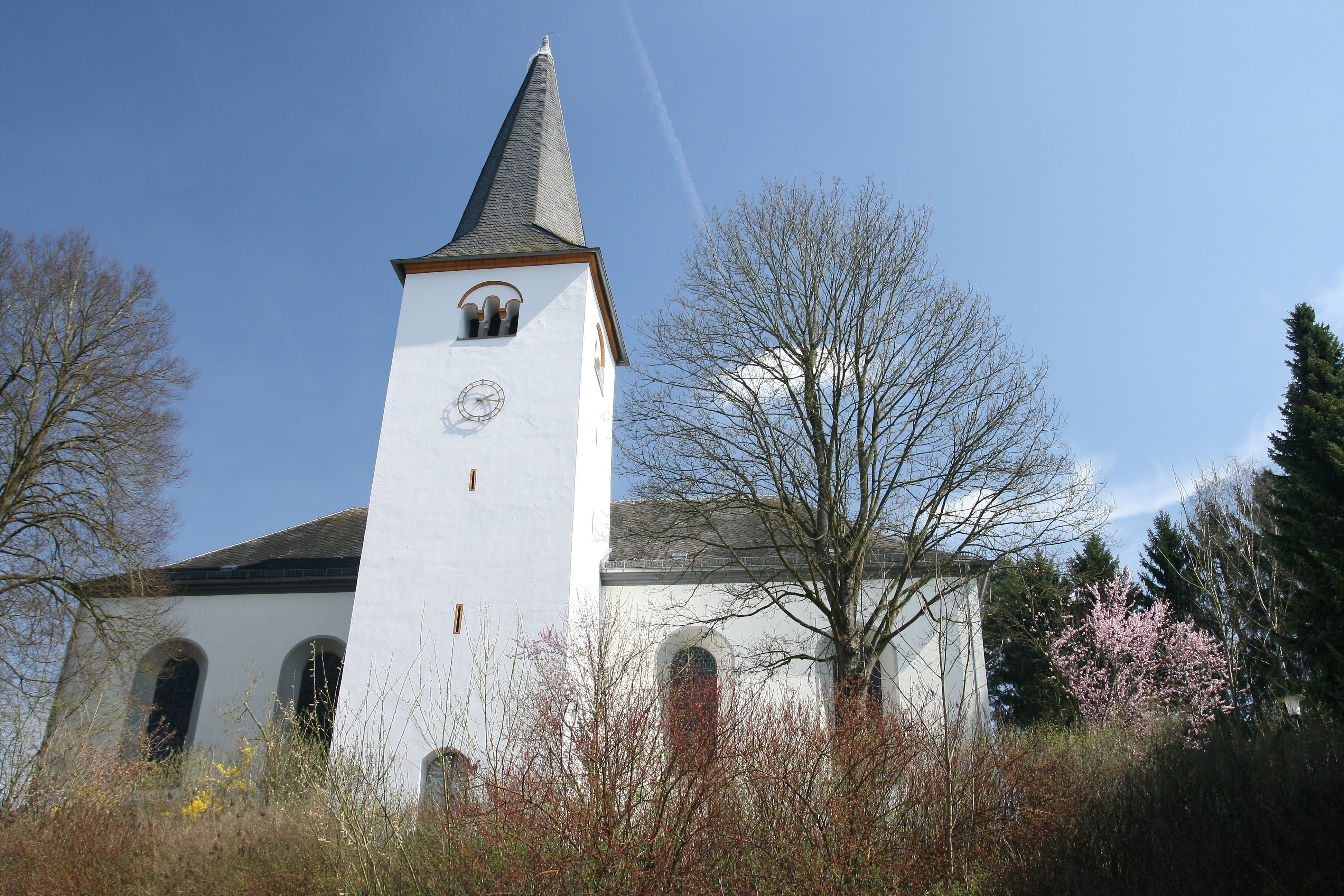
Katholische Kirche

| Wappen von Breitenau | Blasonierung: „Geteilt, oben in Rot ein linkssehender, dreimal gewendeter, flügel- und beinloser, silberner Drache, belegt mit einem gestürzten, schwarzen Schwert, unten in Silber zwei rote Balken.“ |
| Wappen von Breitenau | |

## Musik
Der 1973 gegründete Verein „St. Georgsbläser Haiderbach“ mit seinem ca. 45 Musikern und Musikerinnen starken Blasorchester ist ein fester Bestandteil der Kirchen- und Ortsgemeinde. Er fördert zudem mit Ausbildungs-, Vor- und Jugendorchester, Flötengruppen und einer musikalischen Früherziehung die Musikalität der auf der Haiderbach lebenden Kinder und Jugendlichen. Neben Auftritten innerhalb der Haiderbachgemeinden, wie auf der traditionellen Kirmes, sind die St. Georgsbläser auch immer wieder bei großen Fastnachts- und Kirmesumzügen und Konzerten zu hören. Zu den Höhepunkten zählt die „Singende, klingende Haiderbach“ mit der Chorgemeinschaft Haiderbach und dem Kirchenchor, ein Konzertabend, der alle zwei Jahre in der Haiderbachhalle veranstaltet wird.

## Verkehr
- Die A 3 mit der Anschlussstelle Mogendorf (AS 38) liegt sechs Kilometer entfernt.
- Der nächstgelegene ICE-Halt ist der Bahnhof Montabaur an der Schnellfahrstrecke Köln–Rhein/Main.

## Persönlichkeiten
- Paul Steinebach (1927–2017), deutscher Architekt, Stadtplaner und Hochschullehrer